# Robert Soetens
Pour les articles homonymes, voir Soetens.
Répertoire
Concerto pour violon no 2 de Sergei Prokofiev
Robert Soetens (Montluçon, 19 juillet 1897 - Paris 20e, 23 octobre 1997) est un violoniste français, connu tout particulièrement pour avoir créé le Concerto pour violon no 2 de Sergueï Prokofiev en 1935.

## Biographie
Robert Soetens est né à Montluçon, France en 1897, dans une famille de musiciens d'origine belge. Son père avait été un élève d'Eugène Ysaÿe. Robert s'est produit en public à l'âge de sept ans, et à l'âge de 11 ans, il a également étudié avec Ysaÿe. À 13 ans, il a été admis au Conservatoire de Paris, où il a eu pour professeurs Vincent d'Indy, Camille Chevillard et Lucien Capet.
À 16 ans, il joue lors de la création du premier Quatuor à cordes de Darius Milhaud, élève lui aussi du Conservatoire. Il sort du Conservatoire pour s'engager dans l'armée durant la Première Guerre mondiale. À son retour, il devient soliste de l'orchestre d'Aix-les-Bains, et ensuite dans des orchestres à Cannes (dont André Messager était un des chefs), Deauville, et Angers. Il joue régulièrement à Paris, où il devient ami des membres du Groupe des six. En 1921, il épouse la soprano Maud Laury, mais ils se sont vite séparés.
En 1925, Soetens donne la première exécution du Tzigane de Maurice Ravel (dans la version révisée pour violon et piano), et entreprend une tournée en Scandinavie avec Ravel.
Pendant 60 ans, Soetens va être un virtuose en tournée. À Bruxelles, il entre en contact avec Sergueï Prokofiev, qui choisit Soetens et Samuel Dushkin pour y donner la première de sa Sonate pour deux violons en 1932. Prokofiev a énormément apprécié l'interprétation de la Sonate et comme Dushkin venait juste de demander le Concerto pour violon à Igor Stravinsky, il a immédiatement écrit le Concerto pour violon no 2 pour Soetens. Ce dernier l'a créé à Madrid le 1er décembre 1935, dirigé par Enrique Fernández Arbós. Prokofiev a donné à Soetens le droit exclusif pendant un an d'interpréter l'œuvre et tous deux ont entrepris une tournée de 40 concerts en Europe et en Afrique du nord - chose qui était inhabituelle puisque Prokofiev, en tant que pianiste, a rarement partagé la scène avec un autre soliste. Soetens a joué le concerto à de nombreuses reprises, y compris les deux premières exécutions en Grande-Bretagne (avec Sir Henry J. Wood en 1936 et avec le compositeur lui-même en 1938). Il a fini avec la première exécution du concerto en Afrique du Sud en 1972.
En 1925, Soetens est devenu chef de l'Orchestre philharmonique d'Oslo, mais a continué à se produire comme soliste en Europe. Hilding Rosenberg lui a dédié sa seconde Sonate pour Violon, Op. 32 en 1926.
Soetens a joué souvent à Londres dans les années 1920 et 1930, ainsi que dans d'autres parties du Royaume-Uni. Il a écrit une Sonate pour violon de son propre compte. En 1940, il rentre en France en passant par l'Italie juste avant que Mussolini ne ferme la frontière. Cette année-là, Soetens attache ses violons à l'arrière de son vélo, une valise à l'avant et, avec Suzanne Roche, son accompagnatrice et compagne, il a parcouru les 350 km jusqu'à Montluçon, où il était né et où sa mère vivait encore. Lui et Suzanne Roche ont décidé de rester et de donner des concerts dans la France non occupée, puis ils sont venus dans Paris occupé en 1942. La même année, il a saisi la chance d'une tournée autorisée en Espagne, où il a pu agir secrètement en faveur des Français libres. Ne pouvant revenir en France sans autorisation officielle allemande, il est resté en Espagne jusqu'à la fin de la guerre, où il a donné des concerts ainsi qu'au Portugal et en Afrique du Nord. Après la guerre, il a joué en Égypte, en Palestine, au Liban, en Turquie et en Bulgarie. En 1947-1950, il part en tournée en Afrique, et est apparu en Grande-Bretagne à nouveau en 1952-53 pour une tournée avec l'Orchestre national royal d'Écosse, ainsi encore qu'en 1957. Dans les années 1960 à 1962, il a joué principalement en Amérique du Sud, les trois années suivantes dans l'Asie et les cinq autres années suivantes en Amérique du Nord. En 1967-68, il a enseigné à l'Oberlin College dans l'Ohio. Il a rencontré comme partenaire de concert la pianiste bulgare Minka Roustcheva en 1966, partenariat qui a duré près de 30 ans. À soixante-dix ans, il a joué en Afrique du Sud, aux Açores, à Maurice et en Iran. En 1982, il a donné des classes de maître et des concerts à Londres et à Oxford. En 1983, âgé de 85 ans, il a joué la Sonate pour deux violons de Prokofiev dans un concert pour célébrer le 30e anniversaire de la mort du compositeur. Il a donné une classe de maître à Trondheim, Norvège, en mai 1992, deux mois avant son 95e anniversaire.
Il a donné son dernier concert public en 1992, à l'âge de 95 ans, et est décédé à Paris le 23 octobre 1997, âgé de 100 ans.